# Lake Aluma (Stausee)
Der Lake Aluma ist ein kleiner Stausee in Lake Aluma, im Oklahoma County, im US-Bundesstaat Oklahoma, in den Vereinigten Staaten. Der See liegt etwa einen halben Kilometer östlich des Interstate 35. Das Stauziel liegt bei 331,9 Metern über dem Meeresspiegel.
Weitere Ortschaften in unmittelbarer Nähe sind Forest Park, Witcher, Spencer und Britton.